# Ariomma melanum
Ariomma melanum är en fiskart som först beskrevs av Ginsburg, 1954.  Ariomma melanum ingår i släktet Ariomma och familjen Ariommatidae. Inga underarter finns listade i Catalogue of Life.

## Bildgalleri

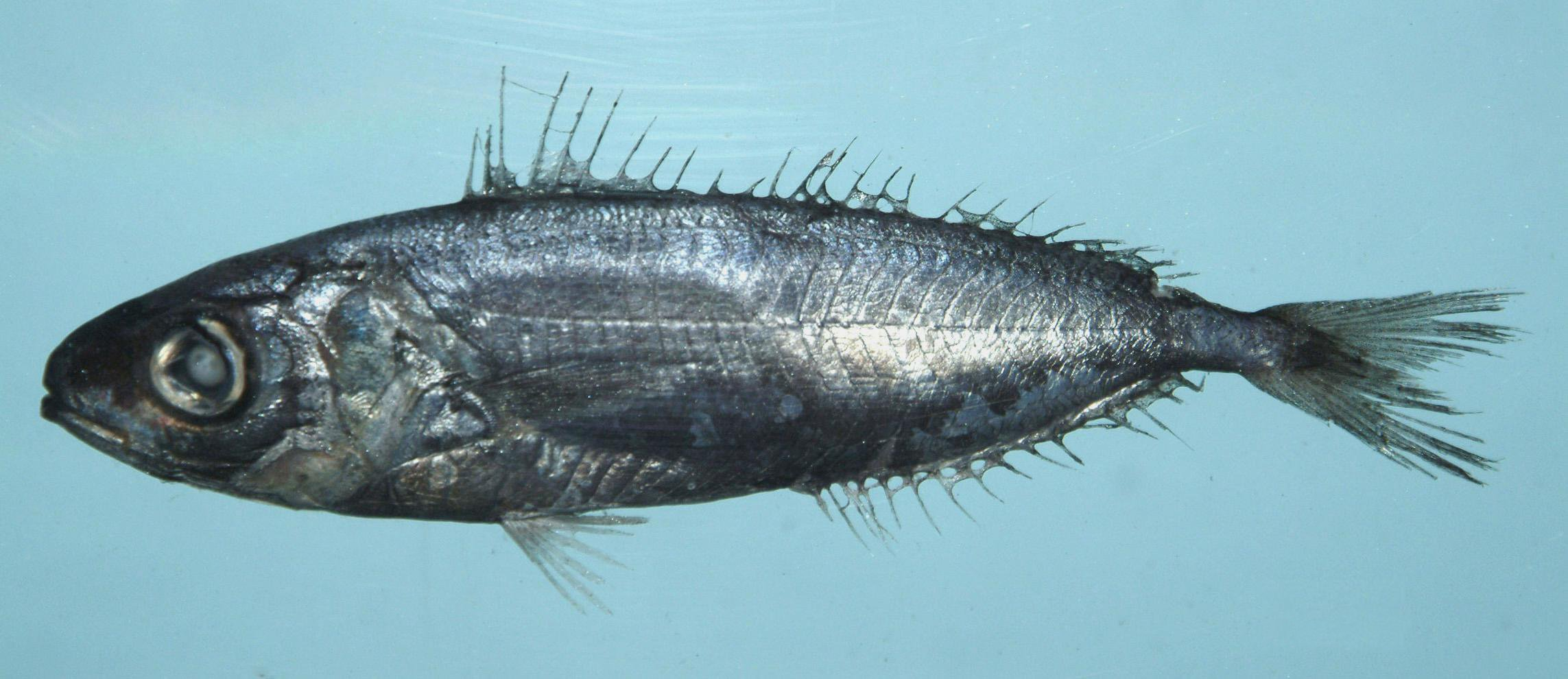